# Кубок Футбольної ліги 2025—2026
Кубок Футбольної ліги 2025—2026 — 66-й розіграш Кубка Футбольної ліги. Турнір також відомий як англ. Carabao Cup, в честь головного спонсора турніру, Carabao Energy Drink. Змагання проводиться за системою «плей-оф» серед 92 найкращих клубів Англії та Уельсу.
Титул захищає «Ньюкасл Юнайтед».

## Календар
| Раунд            | Дата                     | Матчі | Клуби |
| ---------------- | ------------------------ | ----- | ----- |
| Попередній раунд | 29 липня – 5 серпня 2025 | 2     | 92→90 |
| Перший раунд     | 12–19 серпня 2025        | 35    | 90→55 |
| Другий раунд     | 26–27 серпня 2025        | 23    | 55→32 |
| 1/16 фіналу      | 15–22 вересня 2025       | 16    | 32→16 |
| 1/8 фіналу       | 27 жовтня 2025           | 8     | 16→8  |
| 1/4 фіналу       | 15 грудня 2025           | 4     | 8→4   |
| 1/2 фіналу       | 12 січня – 2 лютого 2026 | 4     | 4→2   |
| Фінал            | 25 березня 2026          | 1     | 2→1   |

## Попередній раунд
| Команда 1             | Рахунок      | Команда 2          |
| --------------------- | ------------ | ------------------ |
| 29 липня 2025         |              |                    |
| Барнет (4)            | 2:2 пен. 2:4 | Ньюпорт Каунті (4) |
| 5 серпня 2025         |              |                    |
| Аккрінгтон Стенлі (4) | 3:1          | Олдем Атлетік (4)  |

## Перший раунд
| Команда 1                | Рахунок      | Команда 2                |
| ------------------------ | ------------ | ------------------------ |
| 12 серпня 2025           |              |                          |
| Барроу (4)               | 0:1          | Престон Норт-Енд (2)     |
| Мідлсбро (2)             | 0:4          | Донкастер Роверз (3)     |
| Стокпорт Каунті (3)      | 3:1          | Кру Александра (4)       |
| Аккрінгтон Стенлі (4)    | 2:1          | Пітерборо Юнайтед (3)    |
| Блекберн Роверз (2)      | 1:2          | Бредфорд Сіті (3)        |
| Блекпул (3)              | 0:1          | Порт Вейл (3)            |
| Честерфілд (4)           | 0:2          | Менсфілд Таун (3)        |
| Грімсбі Таун (4)         | 3:1          | Шрусбері Таун (4)        |
| Гаррогейт Таун (4)       | 1:3          | Лінкольн Сіті (3)        |
| Солфорд Сіті (4)         | 0:0 пен. 2:3 | Ротергем Юнайтед (3)     |
| Сток Сіті (2)            | 0:0 пен. 4:3 | Волсолл (4)              |
| Вест-Бромвіч Альбіон (2) | 1:1 пен. 2:3 | Дербі Каунті (2)         |
| Віган Атлетік (3)        | 1:0          | Ноттс Каунті (4)         |
| Рексем (2)               | 3:3 пен. 5:3 | Галл Сіті (2)            |
| Суонсі Сіті (2)          | 3:1          | Кроулі Таун (4)          |
| Ньюпорт Каунті (4)       | 0:1          | Міллволл (2)             |
| Бристоль Сіті (2)        | 2:0          | Мілтон-Кінз Донз (4)     |
| Бристоль Роверз (4)      | 0:2          | Кембридж Юнайтед (4)     |
| Кардіфф Сіті (3)         | 2:1          | Свіндон Таун (4)         |
| Чарльтон Атлетік (2)     | 3:1          | Стівенідж (3)            |
| Ковентрі Сіті (2)        | 1:0          | Лутон Таун (3)           |
| Джиллінгем (4)           | 1:1 пен. 2:4 | Вімблдон (3)             |
| Лейтон Орієнт (3)        | 0:1          | Віком Вондерерз (3)      |
| Нортгемптон Таун (3)     | 0:1          | Саутгемптон (2)          |
| Оксфорд Юнайтед (2)      | 1:0          | Колчестер Юнайтед (4)    |
| Плімут Аргайл (3)        | 3:2          | Квінз Парк Рейнджерс (2) |
| Портсмут (2)             | 1:2          | Редінг (3)               |
| Вотфорд (2)              | 1:2          | Норвіч Сіті (2)          |
| Бромлі (4)               | 1:1 пен. 5:4 | Іпсвіч Таун (2)          |
| 13 серпня 2025           |              |                          |
| Барнслі (3)              | 2:2 пен. 5:4 | Флітвуд Таун (4)         |
| Болтон Вондерерз (3)     | 3:3 пен. 2:4 | Шеффілд Венсдей (2)      |
| Гаддерсфілд Таун (3)     | 2:2 пен. 3:2 | Лестер Сіті (2)          |
| Бірмінгем Сіті (2)       | 2:1          | Шеффілд Юнайтед (2))     |
| Челтнем Таун (4)         | 2:0          | Ексетер Сіті (3)         |
| 19 серпня 2025           |              |                          |
| Транмер Роверз (4)       | 1:1 пен. 4:5 | Бертон Альбіон (3)       |

## Другий раунд
| Команда 1                   | Рахунок | Команда 2                    |
| --------------------------- | ------- | ---------------------------- |
| 26 серпня 2025              |         |                              |
| Аккрінгтон Стенлі (4)       | :       | Донкастер Роверз (3)         |
| Барнслі (3)                 | :       | Ротергем Юнайтед (3)         |
| Бірмінгем Сіті (2)          | :       | Порт Вейл (3))               |
| Бернлі (1)                  | :       | Дербі Каунті (2)             |
| Бертон Альбіон (3)          | :       | Лінкольн Сіті (3)            |
| Престон Норт-Енд (2)        | :       | Рексем (2)                   |
| Сток Сіті (2)               | :       | Бредфорд Сіті (3)            |
| Сандерленд (1)              | :       | Гаддерсфілд Таун (3)         |
| Віган Атлетік (3)           | :       | Стокпорт Каунті (3)          |
| Шеффілд Венсдей (2)         | :       | Лідс Юнайтед (1)             |
| Кембридж Юнайтед (4)        | :       | Чарльтон Атлетік (2)         |
| Вулвергемптон Вондерерз (1) | :       | Вест Гем Юнайтед (1)         |
| Борнмут (1)                 | :       | Брентфорд (1)                |
| Бромлі (4)                  | :       | Віком Вондерерз (3)          |
| Кардіфф Сіті (3)            | :       | Челтнем Таун (4)             |
| Міллволл (2)                | :       | Ковентрі Сіті (2)            |
| Норвіч Сіті (2)             | :       | Саутгемптон (2)              |
| Редінг (3)                  | :       | Вімблдон (3)                 |
| Суонсі Сіті (2)             | :       | Плімут Аргайл (3)            |
| 27 серпня 2025              |         |                              |
| Евертон (1)                 | :       | Менсфілд Таун (3)            |
| Грімсбі Таун (4)            | :       | Манчестер Юнайтед (1)        |
| Фулгем (1)                  | :       | Бристоль Сіті (2)            |
| Оксфорд Юнайтед (2)         | :       | Брайтон енд Гоув Альбіон (1) |

## Фінал
Фінал Кубка Футбольної ліги 2026